# Dmitri Vassiliev (réalisateur)
Pour les articles homonymes, voir Dmitri Vassiliev et Vassiliev.
Dmitri Ivanovich Vassiliev (en russe : Дмитрий Иванович Васильев), né à Ieïsk (Empire russe) le 21 octobre 1900 et mort à Moscou (URSS) le 5 janvier 1984 , est un réalisateur soviétique, membre de l'Union des cinéastes de l'URSS.

## Biographie
En 1919-1921, Dmitri Vassiliev étudie à l'Académie d'exploitation minière de Moscou.
En 1918-1925, il travaille au commissariat du peuple à l'Éducation.
En 1927, il est diplômé de l'école de cinéma Tchaïkovski.
À partir de 1931, il est acteur et assistant réalisateur dans les studios Goskino, Sovkino.
Après 1936, il est acteur et directeur du studio Mosfilm. Il est co-réalisateur dans La Dernière Nuit (1936) de Youli Raizman, et dans Alexandre Nevski (1938) de Sergueï Eisenstein. On lui attribue deux Prix Staline — en 1947, pour Amiral Nakhimov et en 1951, pour Joukovski, les deux réalisés en collaboration avec Vsevolod Poudovkine. 
Mort le 5 janvier 1984, Dmitri Vassiliev est inhumé au cimetière Vagankovo.

## Vie privée
Épouse - l'actrice Galina Ivanovna Frolova (1918-2001).

## Décorations
- ordre du Drapeau rouge du Travail
- ordre de l'Insigne d'honneur
- médaille Pour le travail vaillant dans la Grande Guerre patriotique 1941–1945

## Filmographie

### Réalisateur
- 1929 : Les Prisonniers de la mer
- 1931 : Brigade de fer (Железная бригада) avec Mikhaïl Verner
- 1934 : Le Dieu vivant (Живой бог) avec Mikhaïl Verner
- 1936 : La Dernière Nuit (Последняя ночь) avec Youli Raizman
- 1937 : Lénine en octobre (Ленин в Октябре), coréalisé avec Mikhaïl Romm
- 1938 : Alexandre Nevski (Александр Невский) avec Sergueï Eisenstein
- 1943 : Au nom de la Patrie (ru) (Во имя Родины) avec Vsevolod Poudovkine
- 1950 : Joukovski (ru) (Жуковский) avec Vsevolod Poudovkine
- 1951 : Le Chant de la jeunesse (Песня молодости), documentaire
- 1955 : Le Mystère de la nuit éternelle (Тайна вечной ночи), coréalisé avec Abram Room
- 1958 : Sur la Tissa (Над Тиссой)
- 1960 : Opération Cobra (ru) (Операция «Кобра»)
- 1964 : Marcher ou mourir  (en russe : Они шли на Восток) et (en italien : Italiani brava gente) co-réalisé avec Giuseppe De Santis
- 1965 : Lénine en Suisse (en russe : Ленин в Швейцарии) co-réalisé avec Grigori Alexandrov

### Assistant réalisateur
- 1943 : Kotovski (Котовский) d'Alexandre Feinzimmer

#### Télévision
- 1965 : Lenine en Suisse

### Producteur

#### Cinéma
- 1937 : La Dernière Nuit
- 1942 : Mashenka

### Scénariste

#### Cinéma
- 1943 : Au nom de la Patrie
- 1960 : Opération Cobra (ru) (Операция «Кобра»)